# Cure (película)
Cure (キュア, Kyua?) (nombre original: CURE) es una película de suspenso psicológico de 1997, dirigida por Kiyoshi Kurosawa y protagonizada por Kōji Yakusho, Masato Hagiwara, Tsuyoshi Ujiki y Ana Nakagawa. 

## Argumento
Yakusho interpreta a Kenichi Takabe, un detective de la policía que investiga una serie de asesinatos extraños. Aunque cada víctima es asesinada de la misma manera, con una marca de X grabada en su pecho, el autor parece ser diferente cada vez. En todos los casos atrapan al asesino cerca de la escena del crimen y, aunque confiesan fácilmente la autoría del asesinato, no tienen ningún motivo y a menudo no pueden explicar adecuadamente qué los condujo a matar. 
Takabe eventualmente encuentra a un hombre llamado Mamiya. Mamiya parece tener una pérdida extrema de la memoria a corto plazo; se confunde constantemente sobre qué día es, dónde está, y cuál es su nombre. Se descubre que Mamiya es el nexo común entre los asesinatos, pues cada persona con la que entra en contacto comete un asesinato poco tiempo después. Takabe investiga a Mamiya y encuentra que estudió hipnosis y mesmerismo, pero no puede entender cómo Mamiya puede convencer a extranjeros para que se conviertan en asesinos. Aunque le cuesta trabajo creerlo, Takabe descubre que no sólo Mamiya no tiene ningún problema de la memoria, sino que también puede ser un hipnotizador experto, controlando las acciones de la gente simplemente exponiéndolas a sonidos repetitivos o a la llama de un encendedor. 
Mamiya también encuentra a Takabe fascinante, posiblemente porque Takabe parece ser inmune a las energías sugestivas de Mamiya. Cuanto más investiga Takabe a Mamiya, más siente que puede estar a punto de volverse loco. Cuando Mamiya escapa, Takabe lo sigue a una casa en el yermo y le dispara.
En el final de la película, parece que Takabe mismo se ha convertido en el hipnotizador principal, y está continuando el extraño trabajo de Mamiya.